# 快銀
快銀（英語：Quicksilver）是一位出現在漫威漫畫中的超級反派和超級英雄，是著名連載系列《X戰警》的其一變種人反派角色，後與雙胞胎姐姐緋紅女巫(以原作漫畫設定為主，電影並非原作，電影的改編設定下面已有提及)，洗心革面加入著名英雄團體《復仇者聯盟》並成為經典成員。
2006年，IGN將快銀列為「最出色的五十位復仇者」中的第44名，與「任何時刻都最出色的二十五位X戰警」中的第23名。

## 人物
皮特洛·「彼得」·馬克西莫夫（Pietro 「Peter」 Maximoff）是緋紅女巫的雙胞胎弟弟，比緋紅女巫晚出生30秒，是萬磁王的兒子，以速度及快打戰術聞名。
2014年底的新漫畫連載中修改快銀設定，緋紅女巫跟快銀是至高進化的基因實驗產生的基因改造人，並非變種人，並且還有一位之前未曾登場的雙胞胎姊妹Luminous。

## 能力
快銀高速的生理機能使他擁有超人的身體耐力、敏捷度、力量和速度，而且難以被預知或透視心靈。他能夠輕易地以超過音速的速度跑步或在水面及垂直的牆壁上奔跑，他曾經在數秒內就從西藏跑到印度尼西亞，甚至是只花了92秒就繞了地球半圈，他也能藉由震動自身分子來穿透、震碎物體或短暫地飛行。其能力性質類似於DC漫畫中的閃電俠，但能力的來源有別於閃電俠。他有1000磅的力量，而下半身可施力達1噸。

## 其他媒體

### 電影
- 漫威電影宇宙：快銀被改編成緋紅女巫的雙胞胎哥哥，能力改為史特拉克男爵對雙胞胎使用洛基的奇塔瑞權杖進行人體實驗後獲得。由亞倫·強森飾演。
  - 《美國隊長2：酷寒戰士》（2014年）：片尾客串。[4]
  - 《復仇者聯盟2：奧創紀元》（2015年）[5][6]
- X戰警電影系列：由伊凡·彼得斯飾演快銀（英语：Peter Maximoff）[7][8][9]。
  - 《X戰警：未來昔日》（2014年）
  - 《X戰警：天啟》（2016年）：揭示萬磁王為其父親。
  - 《死侍2》（2018年）：客串
  - 《X戰警：黑鳳凰》（2019年）

### 劇集
- 漫威電影宇宙
  - 《汪達幻視》（2021年）：於第5集結尾登場。原名是拉爾夫·博納（Ralph Bohner），是西景鎮的居民。受阿嘉莎·哈克尼斯暗中操縱，在情景喜劇《汪達幻視》中出演皮特洛·馬克希莫夫[10]。由伊凡·彼得斯飾演及蓋布瑞·古列維奇（Gabriel Gurevich）飾演其幼年版本。

### 遊戲
- 《漫威英雄 Online》：玩家創角時可選擇快銀為遊戲角色，或另付費購買。
- 《漫威：未來之戰》：手機遊戲，快銀是玩家可使用角色之一[11]。
- 《漫威超級戰爭》

## 琐事
在奇幻文学《冰与火之歌》中，一条龙的名字（闪银）也叫做Quicksilver。